# Roland Gerbacea
Roland Gerbacea (* 17. März 1989) ist ein rumänischer Biathlet.
Roland Gerbacea ist Student und lebt in Râșnov. Er betreibt Biathlon seit 1996 und startet auf Vereinsebene für den CSS Dinamo Râșnov. Seine ersten internationalen Rennen bestritt er zehn Jahre später im Rahmen des Junioren-Europacups in Obertilliach. Erstes Großereignis wurde die Junioren-Weltmeisterschaft 2007 in Martell, wo der Rumäne als bestes Resultat einen 22. Platz im Sprint erreichte. In der folgenden Saison gewann er in Bansko einen Junioreneuropacup und wurde zudem einmal Dritter. Gute Ergebnisse brachte auch die Junioren-WM 2008 in Ruhpolding. Beste Resultate waren ein neunter Platz im Sprint und ein vierter Rang mit der Staffel. Anschließend lief er in Nové Město na Moravě bei der Junioren-Europameisterschaft und belegte in Tschechien als bestes Ergebnis einen elften Platz in der Verfolgung. Die dritte Junioren-WM Gerbaceas waren die Titelkämpfe in Canmore, wo Platz 22 im Sprint das beste Ergebnis war. Bisheriger Höhepunkt in der Karriere des jungen Rumänen wurde die Teilnahme an den Biathlon-Weltmeisterschaften 2009 in Pyeongchang, wo er in drei Rennen eingesetzt wurde. Zunächst lief er den Sprint (40.) und das Verfolgungsrennen (47.), wurde aber später rückwirkend für beide Rennen wegen des Verlassens der Wettkampfstrecke disqualifiziert. Ohne Probleme verlief das Einzel, wo Gerbacea auf einen respektablen 65. Platz einkam. Drittes Großereignis der Saison wurden die Biathlon-Europameisterschaften 2009 in Ufa, wo er in den Junioren-Rennen zum Einsatz kam. Abgesehen vom 12. Rang im Sprint, kam er in allen drei weiteren Rennen auf einstellige Platzierungen. Im Einzel und der Verfolgung wurde Gerbacea Sechster, mit der Staffel kam er auf den fünften Platz. Im Sommer nahm er an den Junioren-Rennen der Sommerbiathlon-Europameisterschaften 2010 in Osrblie teil und gewann mit der Junioren-Mixed-Staffel Rumäniens an der Seite von Réka Ferencz, Diana Mihalache und Remus Faur die Bronzemedaille im Mixed-Wettbewerb. Zudem wurde er 17. Sprint und 13. der Verfolgung. Zum Auftakt der Saison 2010/11 erreichte Gerbacea in Östersund als 46. eines Einzels sein bisher bestes Weltcup-Resultat.

## Weltcupstatistik
Die Tabelle zeigt alle Platzierungen (je nach Austragungsjahr einschließlich Olympische Spiele und Weltmeisterschaften).
- 1.–3. Platz: Anzahl der Podiumsplatzierungen
- Top 10: Anzahl der Platzierungen unter den ersten zehn (einschließlich Podium)
- Punkteränge: Anzahl der Platzierungen innerhalb der Punkteränge (einschließlich Podium und Top 10)
- Starts: Anzahl gelaufener Rennen in der jeweiligen Disziplin
- Staffel: inklusive Mixed- und Single-Mixed-Staffeln

| Platzierung                      | Einzel | Sprint | Verfolgung | Massenstart | Staffel | Gesamt |
| -------------------------------- | ------ | ------ | ---------- | ----------- | ------- | ------ |
| 1. Platz                         |        |        |            |             |         |        |
| 2. Platz                         |        |        |            |             |         |        |
| 3. Platz                         |        |        |            |             |         |        |
| Top 10                           |        |        |            |             |         |        |
| Punkteränge                      |        |        |            |             | 2       | 2      |
| Starts                           | 6      | 13     | 2          |             | 2       | 23     |
| Stand: nach der Saison 2010/2011 |        |        |            |             |         |        |